# Saint-Martin-de-Hinx
Pour les articles homonymes, voir Saint-Martin.
Saint-Martin-de-Hinx [sɛ̃ maʁtɛ̃ də ɛ̃ks] est une commune française située dans le département des Landes en région Nouvelle-Aquitaine.
Le gentilé est Saint-Martinois.

## Géographie

### Localisation
|  |

### Communes limitrophes
Les communes limitrophes sont  Biarrotte, Biaudos, Saint-André-de-Seignanx, Saint-Jean-de-Marsacq, Saint-Étienne-d'Orthe, Sainte-Marie-de-Gosse et Saubrigues.
| Saubrigues              | Saint-Jean-de-Marsacq |                       |
| Saint-André-de-Seignanx | Saint-Martin-de-Hinx  | Saint-Etienne-d'Orthe |
| Biaudos                 | Biarrotte             | Sainte-Marie-de-Gosse |

### Climat
Pour des articles plus généraux, voir Climat de la Nouvelle-Aquitaine et Climat des Landes.
Historiquement, la commune est exposée à un micro climat océanique basque.  
En 2020, Météo-France publie une typologie des climats de la France métropolitaine dans laquelle la commune est exposée à un climat océanique et est dans la région climatique  Pyrénées atlantiques, caractérisée par une pluviométrie élevée (>1 200 mm/an) en toutes saisons, des hiver très doux (7,5 °C en plaine) et des vents faibles.
Pour la période 1971-2000, la température annuelle moyenne est de 13,9 °C, avec une amplitude thermique annuelle de 13,3 °C. Le cumul annuel moyen de précipitations est de 1 352 mm, avec 13,2 jours de précipitations en janvier et 8,1 jours en juillet. Pour la période 1991-2020, la température moyenne annuelle observée sur la station météorologique installée sur la commune est de 14,2 °C et le cumul annuel moyen de précipitations est de 1 410,1 mm,. Pour l'avenir, les paramètres climatiques de la commune estimés pour 2050 selon différents scénarios d’émission de gaz à effet de serre sont consultables sur un site dédié publié par Météo-France en novembre 2022.
| Mois                                  | jan.            | fév.            | mars            | avril           | mai             | juin          | jui.            | août          | sep.          | oct.          | nov.            | déc.            | année     |
| ------------------------------------- | --------------- | --------------- | --------------- | --------------- | --------------- | ------------- | --------------- | ------------- | ------------- | ------------- | --------------- | --------------- | --------- |
| Température minimale moyenne (°C)     | 3,3             | 3,2             | 5,4             | 7,5             | 10,7            | 13,9          | 15,6            | 15,6          | 12,8          | 10,1          | 6,2             | 3,9             | 9         |
| Température moyenne (°C)              | 7,8             | 8,3             | 10,9            | 13              | 16,1            | 19,1          | 20,9            | 21,3          | 18,8          | 15,6          | 10,8            | 8,3             | 14,2      |
| Température maximale moyenne (°C)     | 12,2            | 13,3            | 16,4            | 18,4            | 21,5            | 24,4          | 26,2            | 27            | 24,8          | 21            | 15,5            | 12,7            | 19,5      |
| Record de froid (°C) date du record   | −9,2 26.01.07   | −10 12.02.12    | −8,2 01.03.05   | −3,1 04.04.1996 | 0,4 05.05.19    | 5,2 03.06.06  | 8 30.07.1988    | 7 29.08.1998  | 3,3 19.09.05  | −1,9 16.10.09 | −7,4 23.11.1988 | −9 25.12.01     | −10 2012  |
| Record de chaleur (°C) date du record | 25,8 05.01.1999 | 28,2 26.02.1994 | 31,2 21.03.1990 | 32,3 30.04.05   | 36,1 30.05.1996 | 39,9 21.06.03 | 40,7 20.07.1989 | 40,6 04.08.03 | 38,2 07.09.16 | 33,7 02.10.23 | 29,4 08.11.15   | 25,2 04.12.1985 | 40,7 1989 |
| Précipitations (mm)                   | 146,2           | 115,8           | 98,7            | 114,5           | 107             | 86,1          | 71              | 78,8          | 110,4         | 129,7         | 203,1           | 148,8           | 1 410,1   |

## Urbanisme

### Typologie
Au 1er janvier 2024, Saint-Martin-de-Hinx est catégorisée commune rurale à habitat dispersé, selon la nouvelle grille communale de densité à sept niveaux définie par l'Insee en 2022.
Elle est située hors unité urbaine. Par ailleurs la commune fait partie de l'aire d'attraction de Bayonne (partie française), dont elle est une commune de la couronne,. Cette aire, qui regroupe 56 communes, est catégorisée dans les aires de 200 000 à moins de 700 000 habitants,.

### Occupation des sols

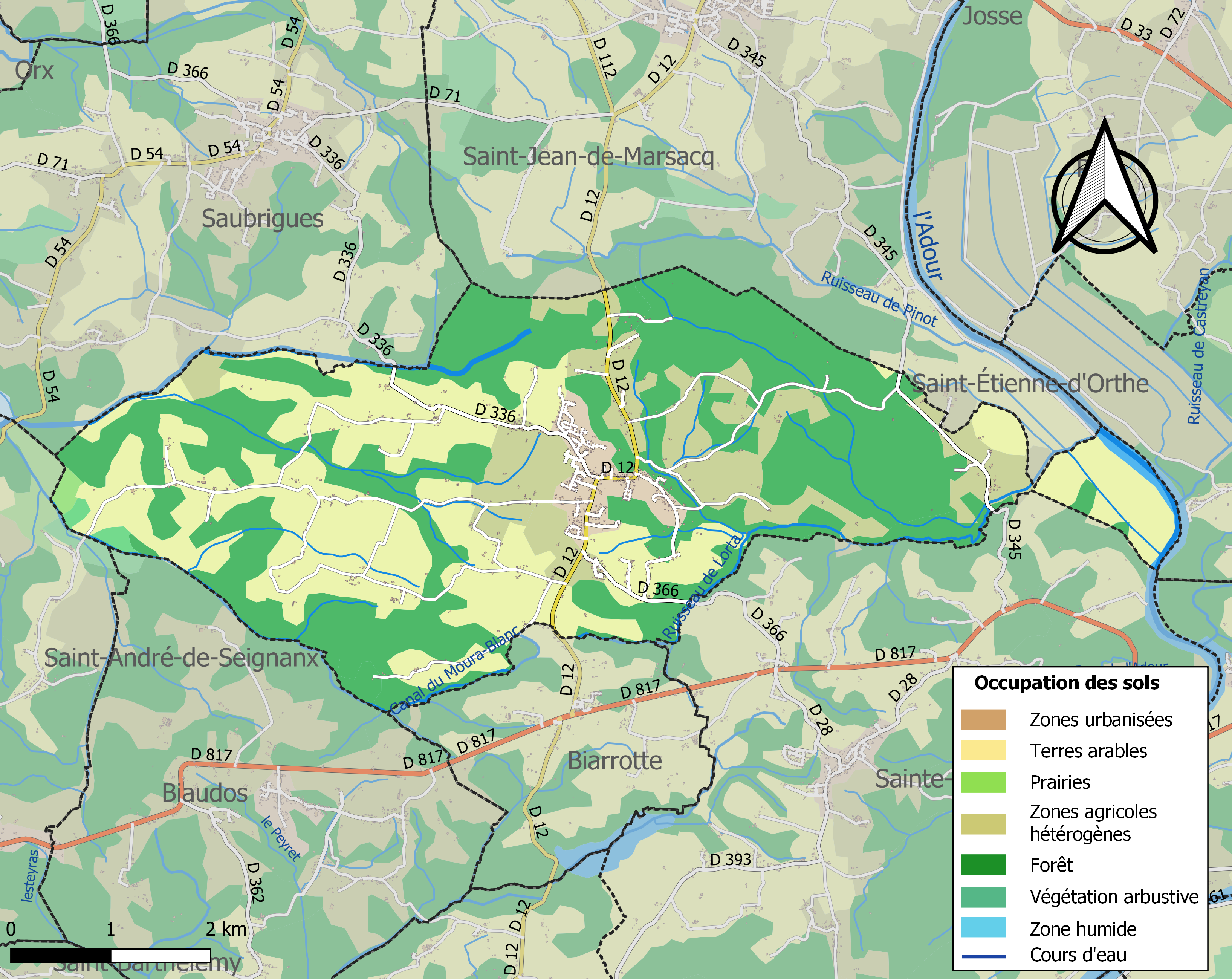
Carte des infrastructures et de l'occupation des sols de la commune en 2018 (CLC).

L'occupation des sols de la commune, telle qu'elle ressort de la base de données européenne d’occupation biophysique des sols Corine Land Cover (CLC), est marquée par l'importance des territoires agricoles (49,2 % en 2018), une proportion sensiblement équivalente à celle de 1990 (48,5 %). La répartition détaillée en 2018 est la suivante : forêts (46,6 %), terres arables (33,7 %), zones agricoles hétérogènes (15,1 %), zones urbanisées (3,1 %), milieux à végétation arbustive et/ou herbacée (0,6 %), eaux continentales (0,5 %), prairies (0,4 %). L'évolution de l’occupation des sols de la commune et de ses infrastructures peut être observée sur les différentes représentations cartographiques du territoire : la carte de Cassini (XVIIIe siècle), la carte d'état-major (1820-1866) et les cartes ou photos aériennes de l'IGN pour la période actuelle (1950 à aujourd'hui).

### Lieudits et hameaux
Huit quartiers composent la commune de Saint-Martin-de-Hinx :
- les Billenabes ;
- Henry ;
- Montauzé ;
- le Télégraphe ;
- les Bartes ;
- le Pouy ;
- le Cledon ;
- le Bourg.

### Risques majeurs
Le territoire de la commune de Saint-Martin-de-Hinx est vulnérable à différents aléas naturels : météorologiques (tempête, orage, neige, grand froid, canicule ou sécheresse), inondations, feux de forêts, mouvements de terrains et séisme (sismicité modérée). Un site publié par le BRGM permet d'évaluer simplement et rapidement les risques d'un bien localisé soit par son adresse soit par le numéro de sa parcelle.
Certaines parties du territoire communal sont susceptibles d’être affectées par le risque d’inondation par débordement de cours d'eau, notamment l'Adour et le ruisseau le Boudigau. La commune a été reconnue en état de catastrophe naturelle au titre des dommages causés par les inondations et coulées de boue survenues en 1983, 1988, 1999 et 2009,.
Saint-Martin-de-Hinx est exposée au risque de feu de forêt. Depuis le 20 avril 2016, les départements de la Gironde, des Landes et de Lot-et-Garonne disposent d’un règlement interdépartemental de protection de la forêt contre les incendies. Ce règlement vise à mieux prévenir les incendies de forêt, à faciliter les interventions des services et à limiter les conséquences, que ce soit par le débroussaillement, la limitation de l’apport du feu ou la réglementation des activités en forêt. Il définit en particulier cinq niveaux de vigilance croissants auxquels sont associés différentes mesures,.
Les mouvements de terrains susceptibles de se produire sur la commune sont des tassements différentiels.

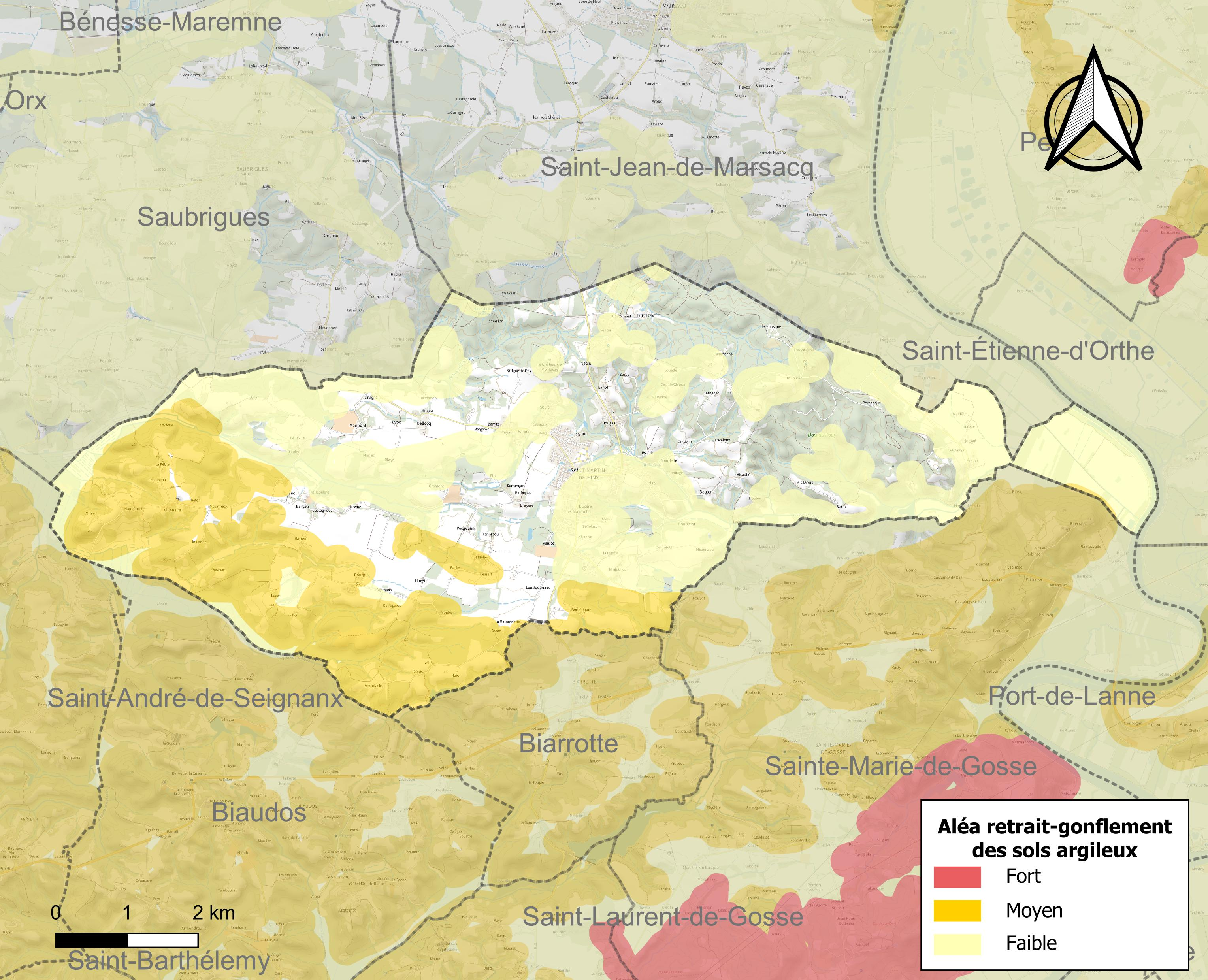
Carte des zones d'aléa retrait-gonflement des sols argileux de Saint-Martin-de-Hinx.

Le retrait-gonflement des sols argileux est susceptible d'engendrer des dommages importants aux bâtiments en cas d’alternance de périodes de sécheresse et de pluie. 25,9 % de la superficie communale est en aléa moyen ou fort (19,2 % au niveau départemental et 48,5 % au niveau national). Sur les 552 bâtiments dénombrés sur la commune en 2019,  45 sont en aléa moyen ou fort, soit 8 %, à comparer aux 17 % au niveau départemental et 54 % au niveau national. Une cartographie de l'exposition du territoire national au retrait gonflement des sols argileux est disponible sur le site du BRGM,.
Concernant les mouvements de terrains, la commune a été reconnue en état de catastrophe naturelle au titre des dommages causés par des mouvements de terrain en 1983 et 1999.

## Toponymie
Le toponyme est documenté sous les formes Sanctus Martinus de Finum (XIe - XIIe s.), Sancti Martini de Finibus (1491), Sen Martin de Hens (1638), Saint Martin de Hins (1647), Sen Martin de Hinx (1651)…
La paroisse est vouée à saint Martin, patron des voyageurs. Ce toponyme signale généralement une voie de communication importante. Il est associé au mot gascon Hinx /hiŋs/, du latin fines 'limites' indiquant une limite territoriale. L'évolution du f latin en h est régulière en gascon.
Son nom occitan gascon est Sent Martin de Hins.

## Histoire
Au cours de la période de la Convention nationale (1792-1795), la commune porta le nom révolutionnaire de Marat-de-Hinx.

## Politique et administration
| Période                                  | Période  | Identité           | Étiquette | Qualité                   |
| ---------------------------------------- | -------- | ------------------ | --------- | ------------------------- |
| mars 1983                                | 2008     | Jean-Marc Sabarots |           |                           |
| mars 2008                                | 2020     | Alain Lavielle     | PS        | Retraité Police nationale |
| mars 2020                                | En cours | Alexandre Lapègue  |           |                           |
| Les données manquantes sont à compléter. |          |                    |           |                           |

### Jumelages
- San Martín de Unx (Espagne)

## Démographie
L'évolution du nombre d'habitants est connue à travers les recensements de la population effectués dans la commune depuis 1793. Pour les communes de moins de 10 000 habitants, une enquête de recensement portant sur toute la population est réalisée tous les cinq ans, les populations de référence des années intermédiaires étant quant à elles estimées par interpolation ou extrapolation. Pour la commune, le premier recensement exhaustif entrant dans le cadre du nouveau dispositif a été réalisé en 2004.

En 2022, la commune comptait 1 749 habitants, en évolution de +24,31 % par rapport à 2016 (Landes : +5,78 %, France hors Mayotte : +2,11 %).
| 1793  | 1800  | 1806  | 1821 | 1831  | 1836  | 1841  | 1846  | 1851  |
| ----- | ----- | ----- | ---- | ----- | ----- | ----- | ----- | ----- |
| 1 121 | 1 001 | 1 101 | 641  | 1 319 | 1 324 | 1 340 | 1 401 | 1 435 |

| 1856  | 1861  | 1866  | 1872  | 1876  | 1881  | 1886  | 1891  | 1896  |
| ----- | ----- | ----- | ----- | ----- | ----- | ----- | ----- | ----- |
| 1 382 | 1 400 | 1 402 | 1 281 | 1 373 | 1 378 | 1 314 | 1 390 | 1 309 |

| 1901  | 1906  | 1911  | 1921  | 1926  | 1931 | 1936 | 1946 | 1954 |
| ----- | ----- | ----- | ----- | ----- | ---- | ---- | ---- | ---- |
| 1 277 | 1 243 | 1 230 | 1 092 | 1 024 | 930  | 903  | 882  | 824  |

| 1962 | 1968 | 1975 | 1982 | 1990 | 1999 | 2004  | 2006  | 2009  |
| ---- | ---- | ---- | ---- | ---- | ---- | ----- | ----- | ----- |
| 827  | 786  | 715  | 748  | 837  | 938  | 1 083 | 1 101 | 1 185 |

| 2014  | 2019  | 2022  | - | - | - | - | - | - |
| ----- | ----- | ----- | - | - | - | - | - | - |
| 1 379 | 1 625 | 1 749 | - | - | - | - | - | - |

De 1839 à 1962 : archives de la mairie de Saint-Martin-de-Hinx.
De 1962 à 1999 : population sans doubles comptes.
À partir de 2006 : population municipale légale, source : INSEE

## Culture locale et patrimoine

### Lieux et monuments

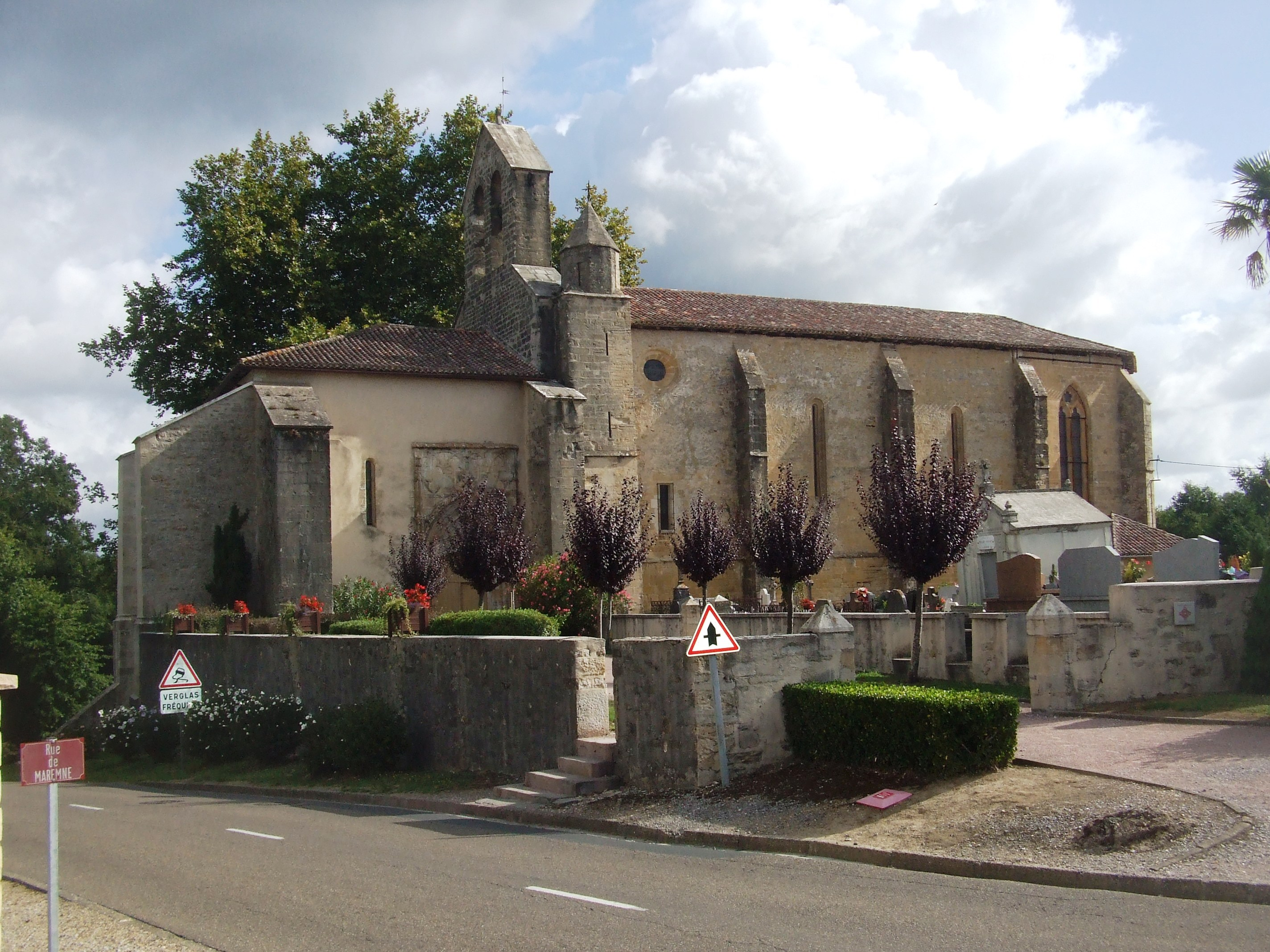
Église Saint-Martin de Saint-Martin-de-Hinx.

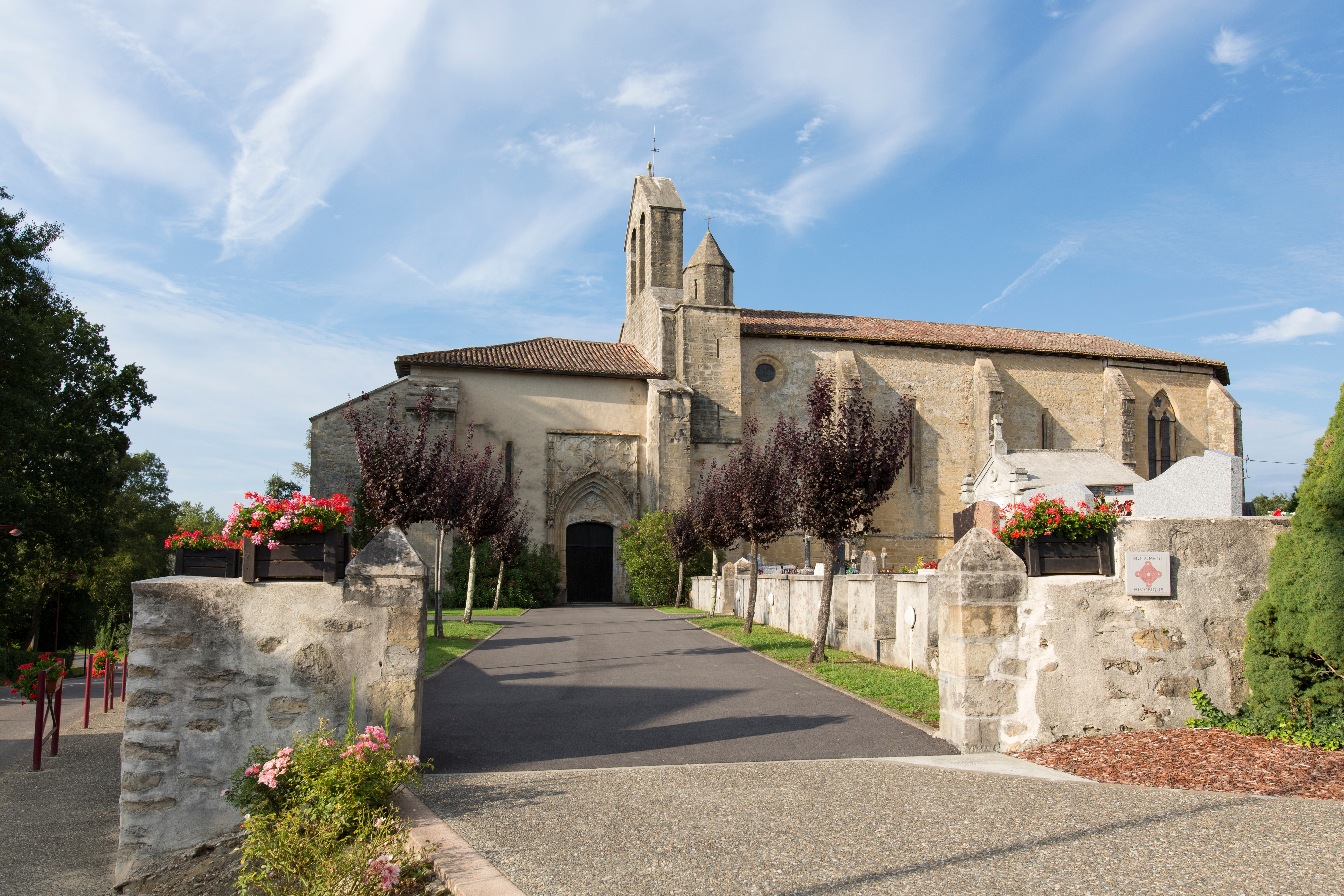
L'église Saint-Martin.

L'Église Saint-Martin de Saint-Martin-de-Hinx, datant du XIVe siècle. Elle est classée aux Monuments historiques le 25 avril 1969.
Le château de Montauzé,
Le château du Pouy datant du début du XIVe siècle.
Le château Larrat datant du XVIe siècle.
La gentilhommière de Sorey construite au Moyen Âge a été restaurée dans la deuxième moitié du XXe siècle.
Ancienne seigneurie de la famille Bédorède, appartenant aujourd'hui à l'État, qui en laisse la jouissance à l'INRA (Institut national de recherches agronomiques), le Domaine de Bourg.
La fontaine des Douleurs située au nord du village, en limite de Saint-Jean-de-Marsacq, en bordure du parcours sportif. Autrefois, de nombreux pèlerins de Compostelle empruntaient le chemin de traverse qui passaient par Saint-Martin-de-Hinx, entre le chemin du littoral (Soulac-Bayonne) et le chemin de Bordeaux (Dax - Bayonne). Les pèlerins arrivant du nord et ayant traversé les marais des Landes infestés de moustiques et provoquant certaines maladies comme le paludisme,  gagnaient à travers le bois la fontaine des Douleurs où ils venaient se rafraîchir. Pour continuer leur chemin, ils allaient ensuite au château de Montauzet qui était un relais, et redescendaient en direction de l'église et en passant à « Peynut », ils se déchaussaient par l'esprit de pénitence. Face à l'église, à la gentilhommière de Sorey, ils venaient se restaurer. En repartant, en sortie du village, après avoir entendu la messe à l'église, les pèlerins reprenaient le chemin du ruisseau sous la surveillance des soldats situés sur le chemin de ronde de la face nord de l'église (aujourd'hui disparu) en direction du moulin de Lorta. Ils arrivaient ensuite à l'Adour face à la ferme de Rasport. Un passeur les attendait là pour les emmener sur l'autre rive. A plus grande échelle, le reste du chemin avait cette direction : Orthevielle, Peyrehorade, Sorde-l'Abbaye, Ostabat et Roncevaux sur la frontière espagnole. La fontaine des Douleurs a été aménagée vers 1950 : matérialisation de la fontaine et mise en place d'une croix.

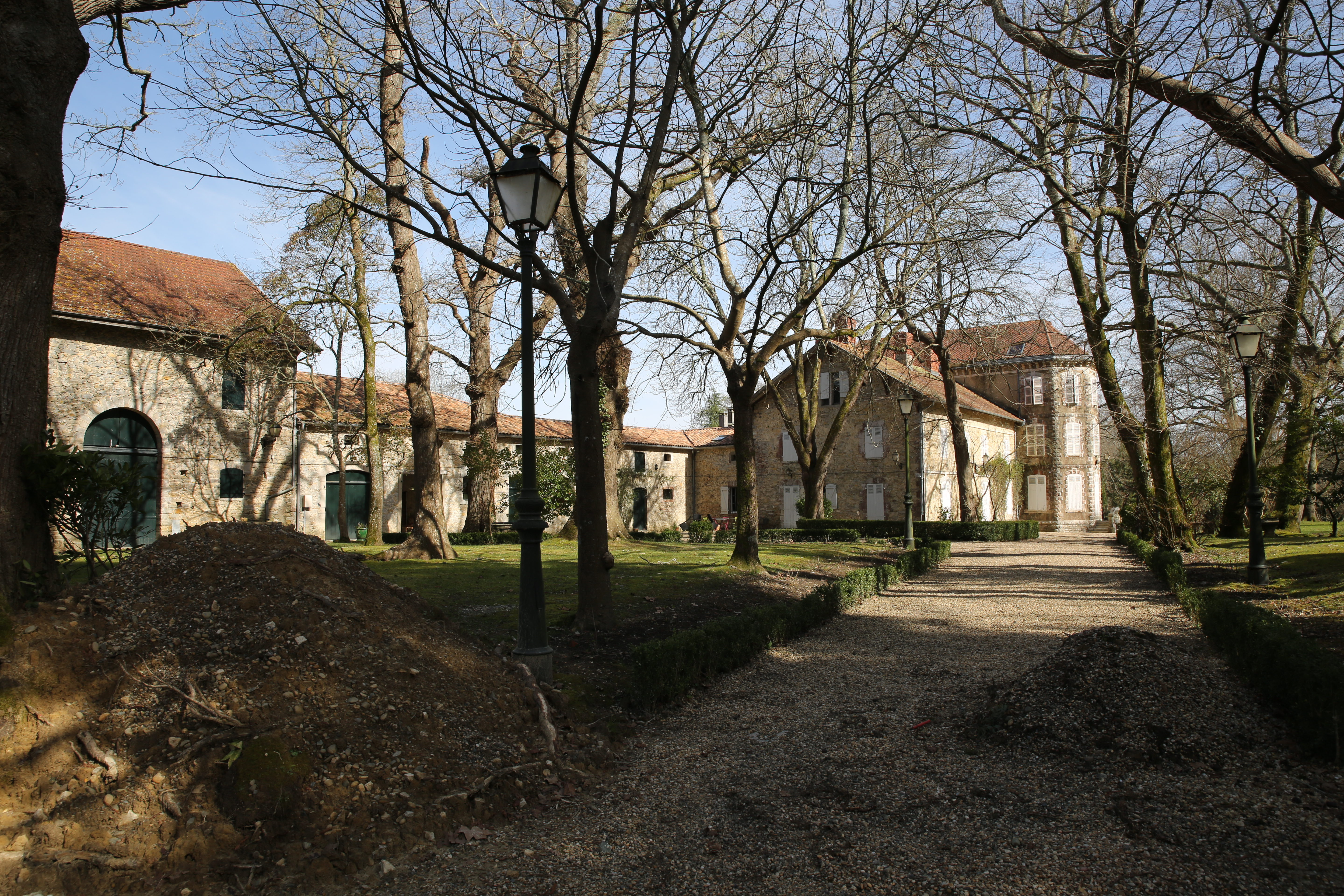
Château.
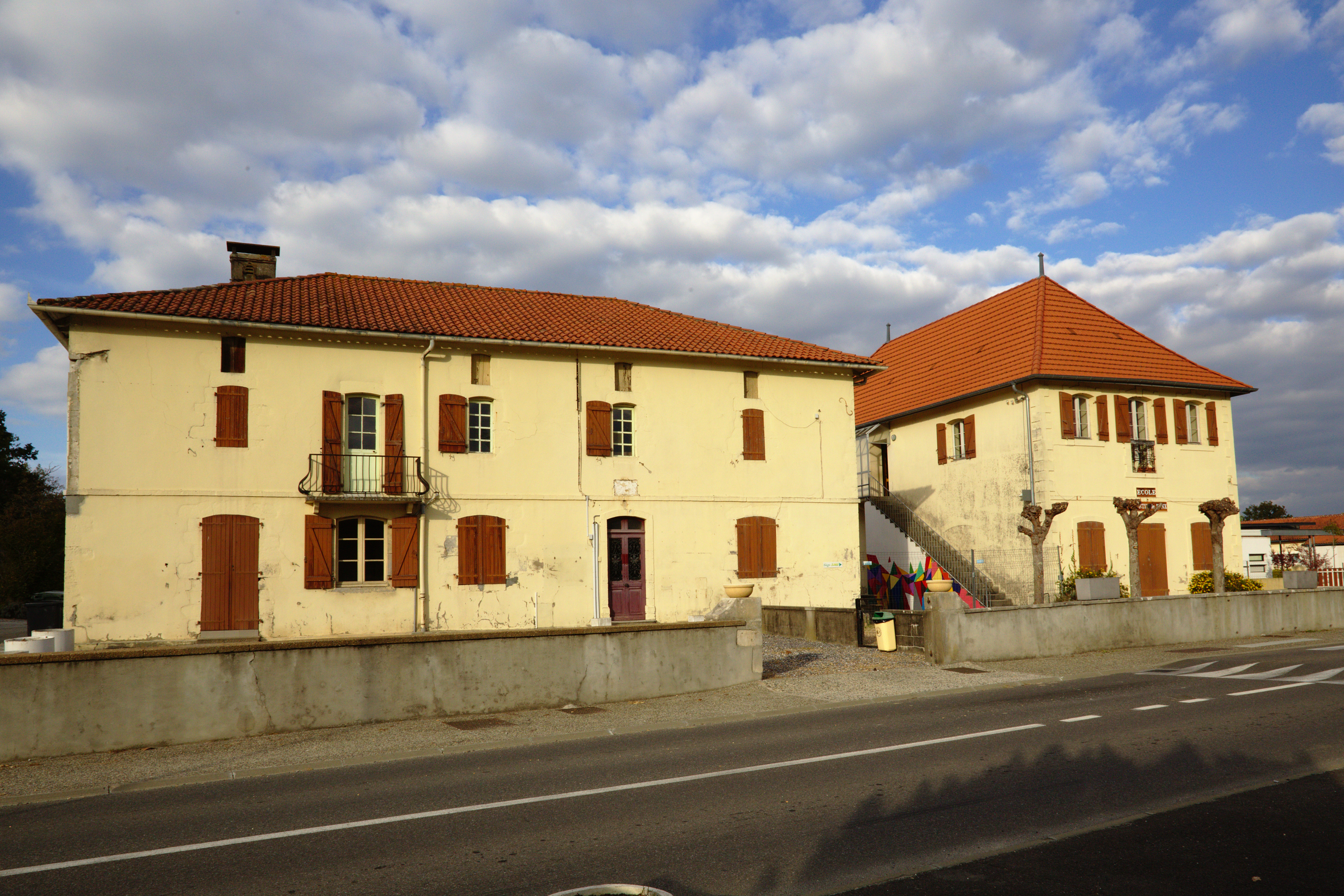
L'école.
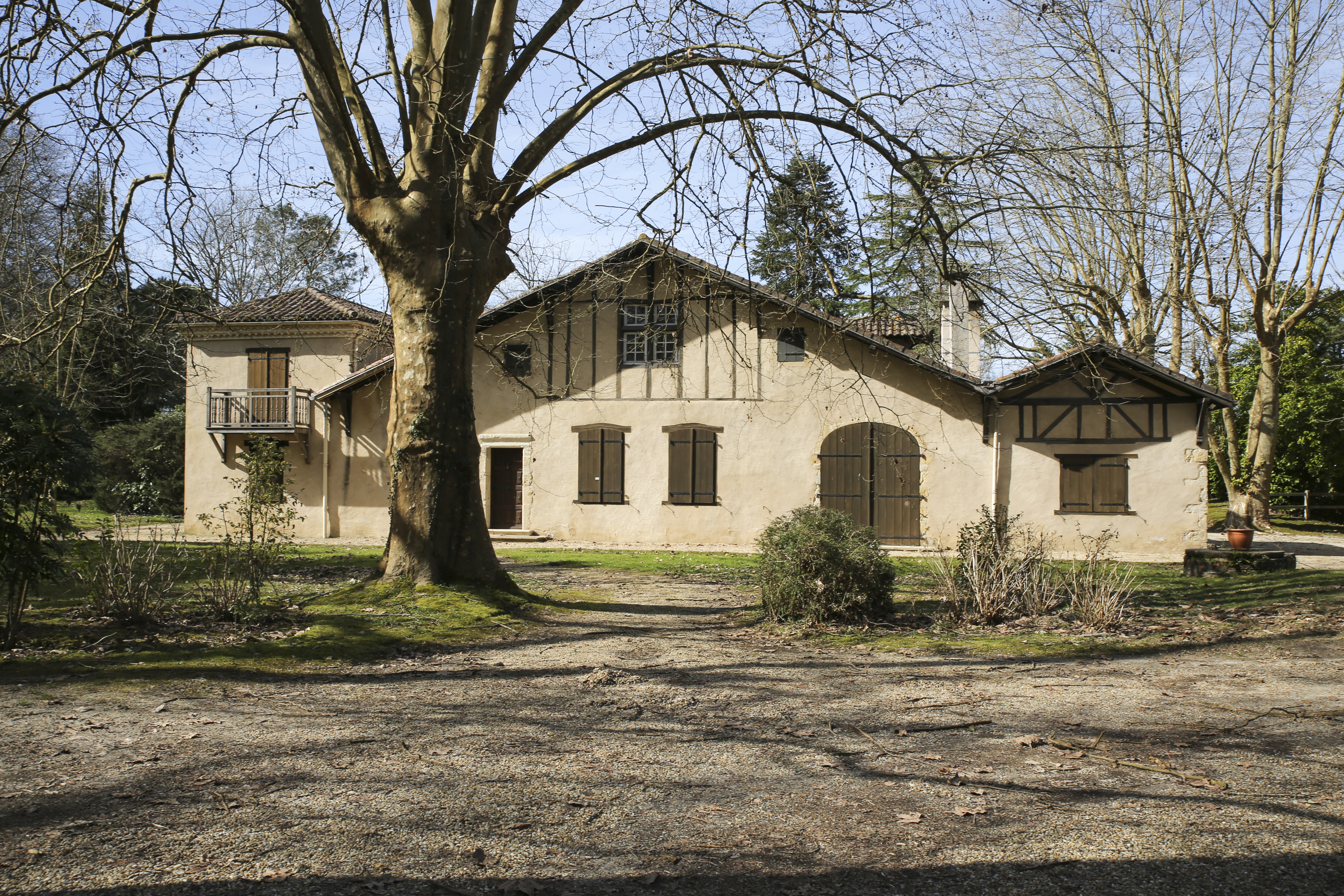
Ancienne ferme rénovée.

### Héraldique
| Blason de Saint-Martin-de-Hinx | Blason  | Coupé : au 1er d'azur à trois tours d'argents rangées en fasce, au 2e de gueules à la tierce ondée d'argent en chef et à trois oies d'or, becquées et membrées d'orangé, rangées en fasce en pointe, leurs têtes brochant sur la tierce. |
| Blason de Saint-Martin-de-Hinx | Détails | Le statut officiel du blason reste à déterminer. |